# Australia F1 2008
El Australia F1 Futures de 2008 es un evento de tenis masculino que se lleva a cabo en la ciudad de Mildura entre el 4 y 10 de febrero de 2008.
Entrega una bolsa de premios de 15.000 dólares.

## Campeones
- Individuales masculinos:  Klein Brydan
- Dobles masculinos:  Samuel Groth /  Nathan Healey

## Cabezas de serie
A continuación se detallan los cabeza de serie de cada categoría. Los jugadores marcados en negrita están todavía en competición. Los jugadores que ya no estén en el torneo se enumeran junto con la ronda en la cual fueron eliminados.

### Cabezas de serie (individuales)
| 1. | Nathan Healey   | pierde ante | Brydan Klein      | Final            |
| 2. | Rameez Junaid   | pierde ante | Andrew Coelho     | Cuartos de final |
| 3. | Colin Ebelthite | pierde ante | Clifford Marsland | 2.ª ronda        |
| 4. | Samuel Groth    | pierde ante | Brydan Klein      | 1.ª ronda        |
| 5. | Andrew Coelho   | pierde ante | Brydan Klein      | Semifinal        |
| 6. | Raphael Durek   | pierde ante | Haydn Lewis       | 2.ª ronda        |
| 7. | Matthew Ebden   | pierde ante | Nathan Healey     | Semifinal        |
| 8. | Yuichi Ito      | pierde ante | Nathan Healey     | Cuartos de final |

### Cabezas de serie (dobles)
| 1. | Samuel Groth Nathan Healey   | derrotan a   | Andrew Coelho Brydan Klein  | Ganadores        |
| 2. | Raphael Durek Rameez Junaid  | pierden ante | Raphael Durek Rameez Junaid | Cuartos de final |
| 3. | Andrew Coelho Brydan Klein   | pierden ante | Samuel Groth Nathan Healey  | Final            |
| 4. | Matthew Ebden Dane Fernández | pierden ante | Joel Lindner Mikal Statham  | 1.ª ronda        |